# 젠슨 다겟

젠슨 대깃(Jensen Daggett, 1969년 6월 24일 ~ )은 미국의 배우이다.
코네티컷주에서 태어났다.

## 출연 작품

### 영화
- 13일의 금요일 8 - 맨하탄에 나타난 제이슨 (1989) - 레니 위컴 역
- 사랑의 조건 (1992, The Opposite Sex and How to Live with Them)
- 지금 남편이 나를 때려요 (1993, Dead Before Dawn)
- 소행성 (1997, Asteroid)
- 메이저 리그 3 (1998, Major League: Back to the Minors)
- 제이슨이었던 이름의 남자: 13일의 금요일 30년 (2009, His Name Was Jason: 30 Years of Friday the 13th) - 본인 (다큐멘터리)